# Toni (película)
Toni es una película francesa de 1935 dirigida por Jean Renoir y protagonizada por Celia Montalván y Charles Blavette. La película sirvió de inspiración para algunos directores del neorrealismo italiano.

## Sinopsis
Toni es un emigrante italiano llegado a una zona rural francesa. Allí se hospedará en una casa donde conocerá a Marie de la que se enamorará. Años después, Toni conocerá a Josefa, emigrante española que ha llegado a la región, que provocará que cambie de trabajo en la cantera y dificultar su relación con Marie.

## Comentario
La película contiene los postulados del neorrealismo italiano, sin embargo la primera película que lo iniciaría en dicho país sería Obsesión de Luchino Visconti casi una década después. Ya que, como definiría Martin Scorsese, este estilo se iniciaría inmediatamente después de la Segunda Guerra Mundial, quedando fuera la del propio Visconti al entenderse como "película clandestina", e iniciándose oficialmente con Roma, ciudad abierta de Roberto Rossellini.
Por su parte, críticos como François Truffaut o André Bazin ponen en ella el inicio del período frentepopulista de su director que acabaría teniendo su cénit con La regla del juego':.

## Reparto
- Charles Blavette como Antonio "Toni" Canova.
- Celia Montalván como Josefa.
- Eduard Delmont como Fernand.
- Max Dalban como Albert.
- Jenny Hélia como Marie.